# Rocca Pallavicino (Busseto)
La Rocca Pallavicino, nota anche come rocca di Busseto, è un castello d'epoca medievale, quasi interamente ricostruito in stile neogotico intorno alla metà del XIX secolo, che sorge in piazza Verdi, al centro del paese di Busseto in provincia di Parma; al suo interno hanno sede il neoclassico teatro Giuseppe Verdi e il Comune di Busseto.

## Storia

Stemma dei Pallavicino

L'originaria fortificazione fu innalzata nel 985 per volere dell'obertengo Adalberto di Baden, capostipite dei Pallavicino.
Nel 1216 le truppe piacentine e milanesi attaccarono e distrussero il maniero.
Nel 1249 l'imperatore del Sacro Romano Impero Federico II di Svevia investì del feudo di Busseto il marchese Oberto II Pallavicino, che l'anno seguente avviò i lavori di ricostruzione di un possente castello, interamente circondato da una cinta muraria e un fossato, varcabile attraverso un ponte levatoio di collegamento con la grande piazza antistante.
Nel 1395 l'imperatore Venceslao di Lussemburgo confermò a Niccolò Pallavicino i diritti su Busseto, Borgo San Donnino, Solignano, Ravarano, Monte Palerio, Tabiano, Bargone, Serravalle, Pietramogolana, Parola, Castelvecchio di Soragna e Soragna.

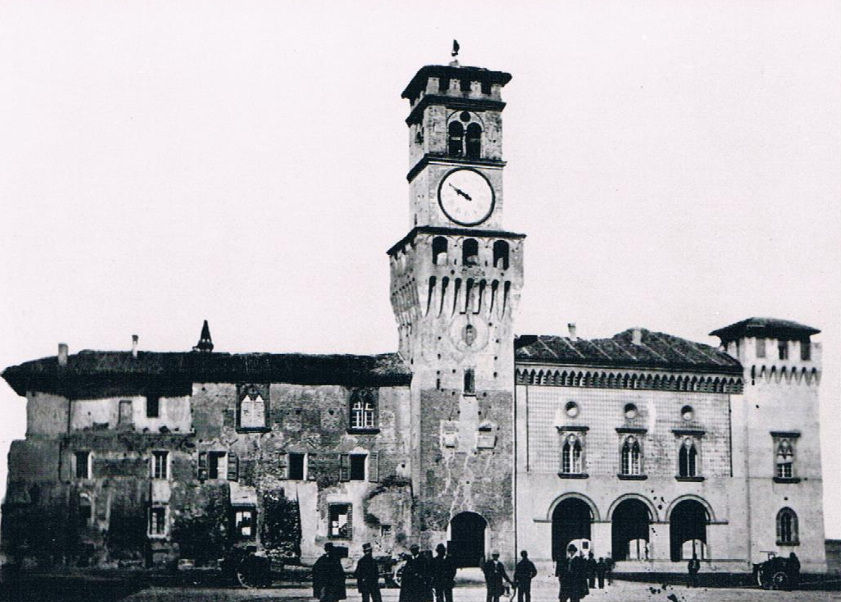
La rocca intorno alla metà del XIX secolo

Nel 1441 Niccolò Piccinino attaccò su più fronti lo Stato Pallavicino, costringendo il marchese Rolando il Magnifico ad asserragliarsi nella rocca di Busseto; il condottiero cinse d'assedio il maniero e dopo alcuni scontri ebbe la meglio sul Pallavicino, che si rifugiò dapprima a Venezia e successivamente a Ferrara; tutti i feudi furono incamerati dal duca di Milano Filippo Maria Visconti. Rolando cercò di rientrare in possesso dei propri beni e nel 1445 diede prova di lealtà al duca, che acconsentì alla restituzione di quasi tutte le terre confiscate, a eccezione di Monticelli d'Ongina e alcuni altri feudi donati al Piccinino.
Alla morte di Rolando nel 1457, i castelli di Busseto e di Bargone spettarono in comunione ai due figli Pallavicino e Gian Lodovico.

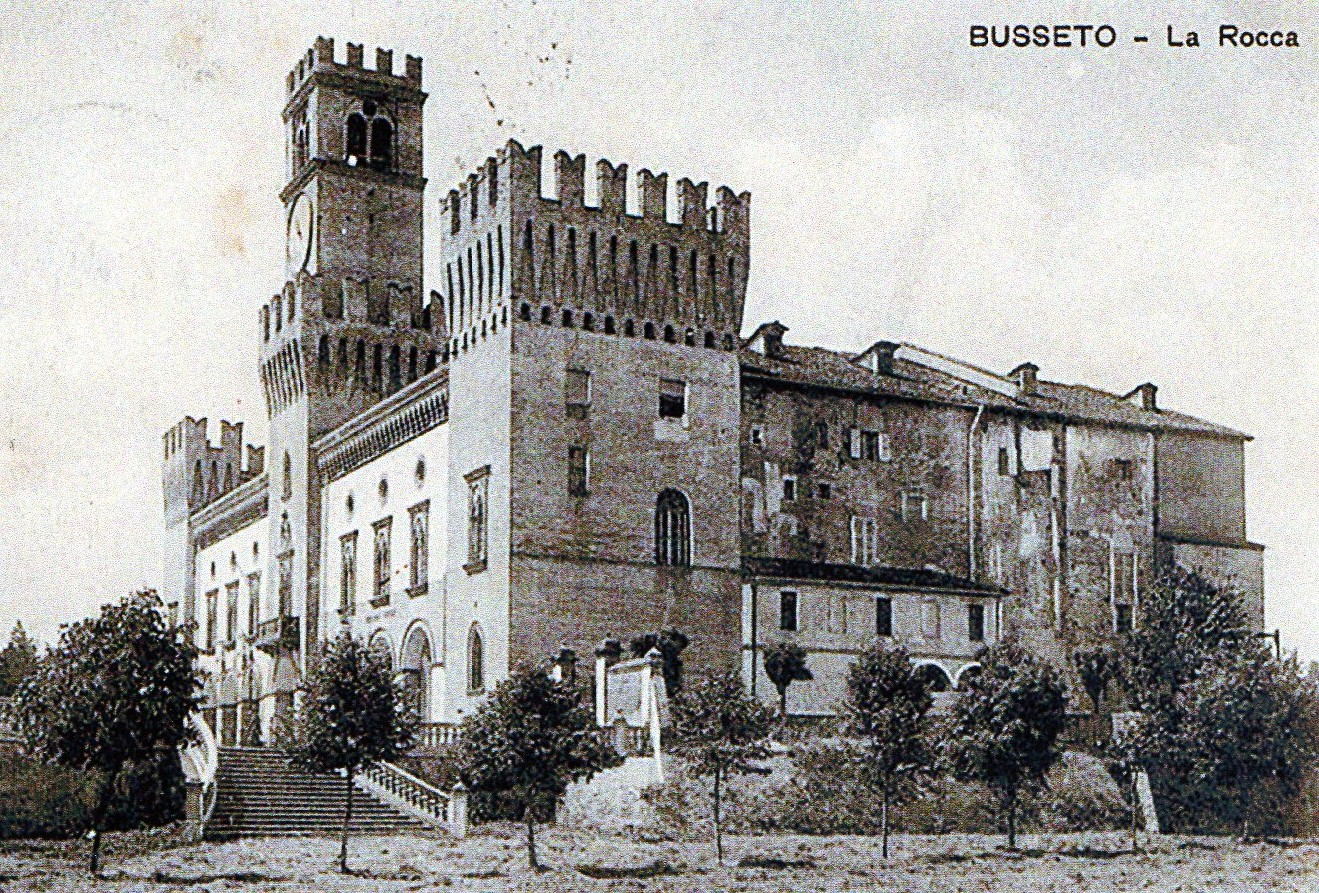
La rocca intorno al 1940

Nel 1522 Giovanni dalle Bande Nere chiese ospitalità nella rocca e vettovaglie, ma gli furono rifiutate; per rappresaglia saccheggiò il castello.
Nel 1543 il castello fu sede dell'incontro fra l'imperatore Carlo V d'Asburgo e il papa Paolo III.
Con l'estinzione nel 1585 del ramo di Busseto della stirpe, lo Stato Pallavicino fu al centro di liti fra gli altri rami del casato e nel 1588 il duca Alessandro Farnese annetté il territorio del marchesato al ducato di Parma e Piacenza.
Nel 1856 l'antica fortezza, in avanzato stato di degrado, fu venduta dalla Camera Ducale al Comune di Busseto, che incaricò l'architetto parmigiano Pier Luigi Montecchini della sua completa ristrutturazione in stile neogotico; i lavori, avviati nel 1857 e completati nel 1868, interessarono l'intero edificio, di cui furono mantenuti intatti solo il mastio cinquecentesco e pochi altri elementi; all'interno fu anche costruito un nuovo teatro in sostituzione del precedente, di dimensioni molto più modeste.

## Descrizione

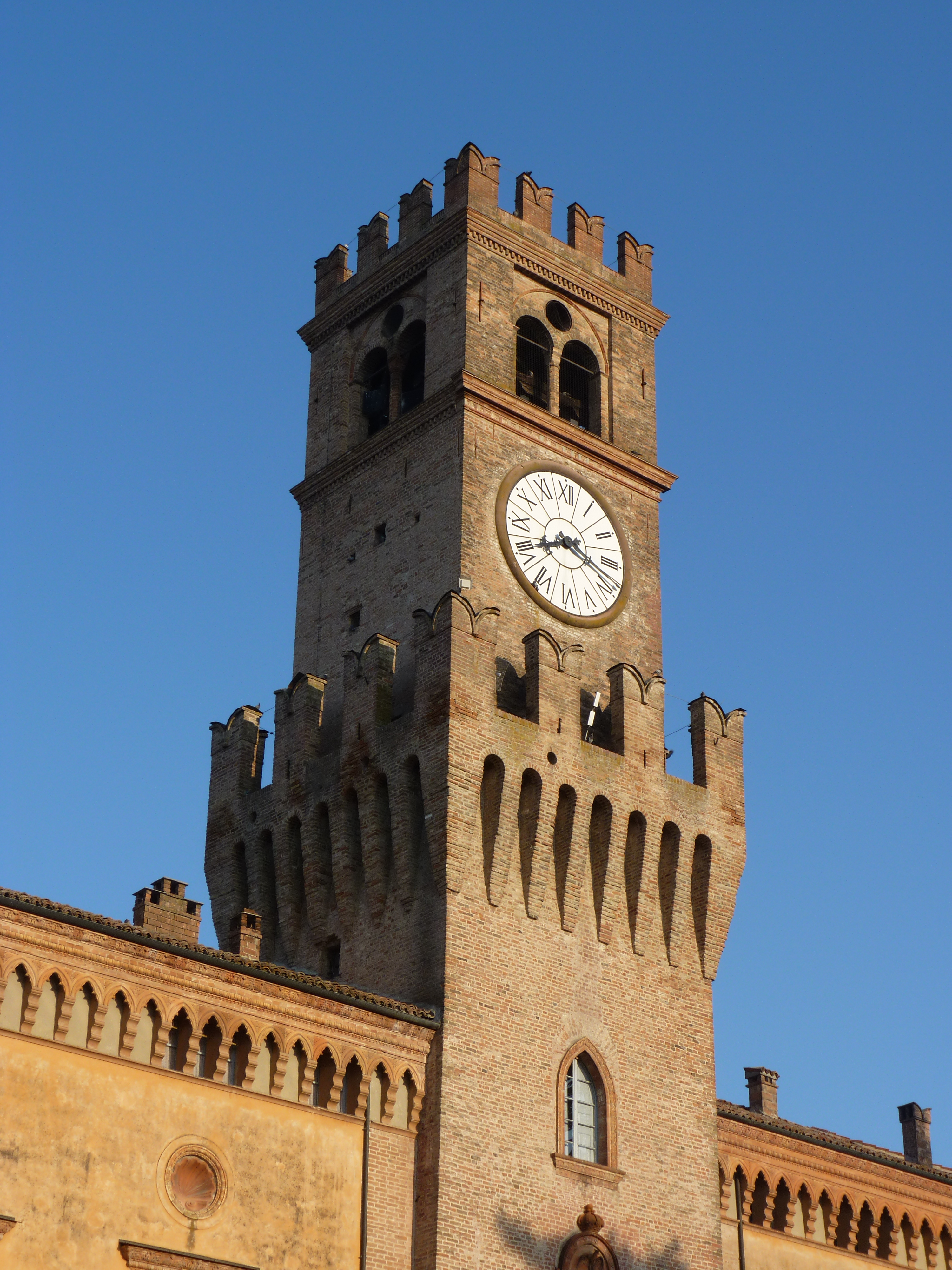
L'alta torre cinquecentesca al centro della facciata

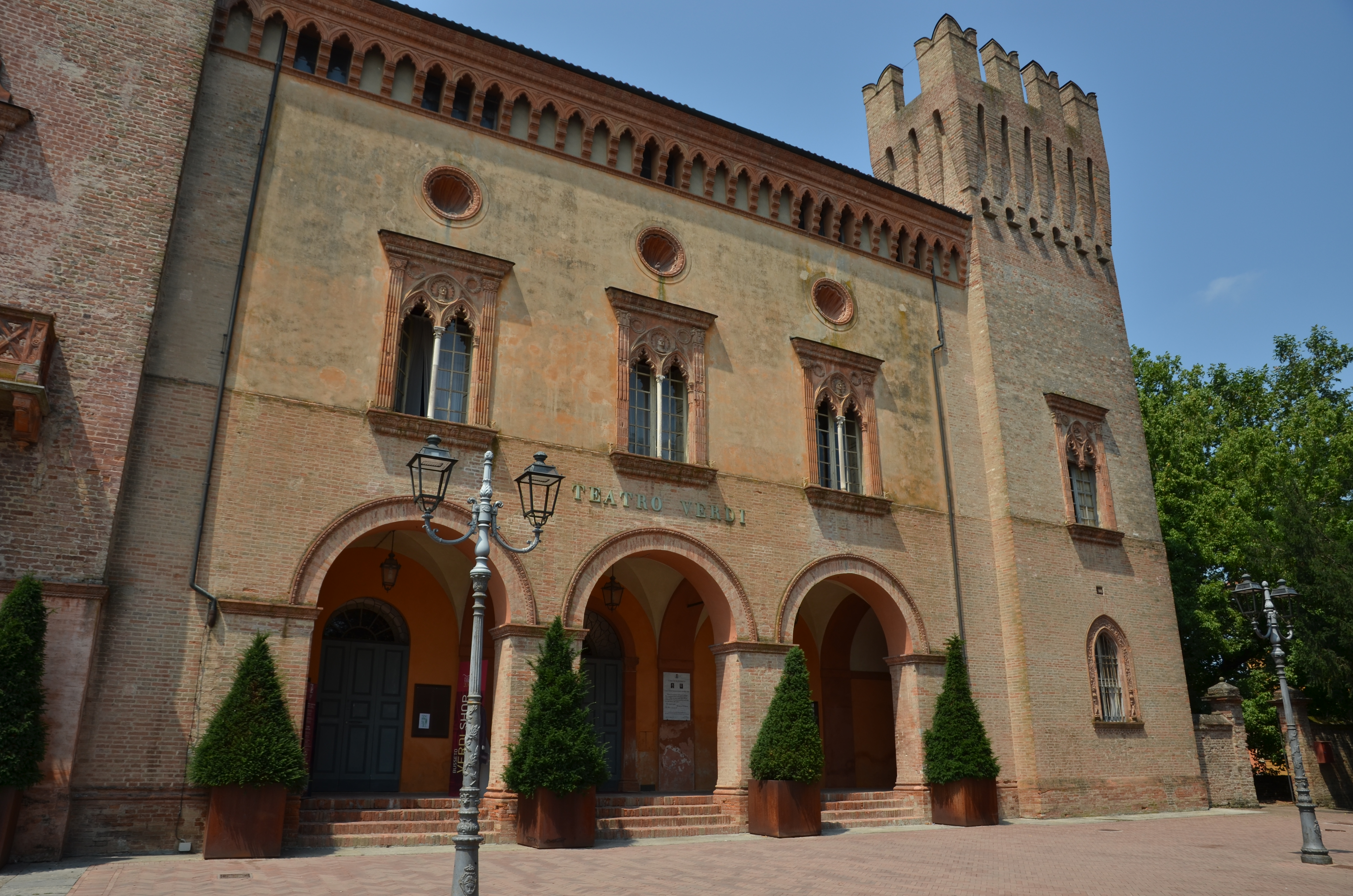
Il lato destro della facciata con l'ingresso al Teatro Verdi

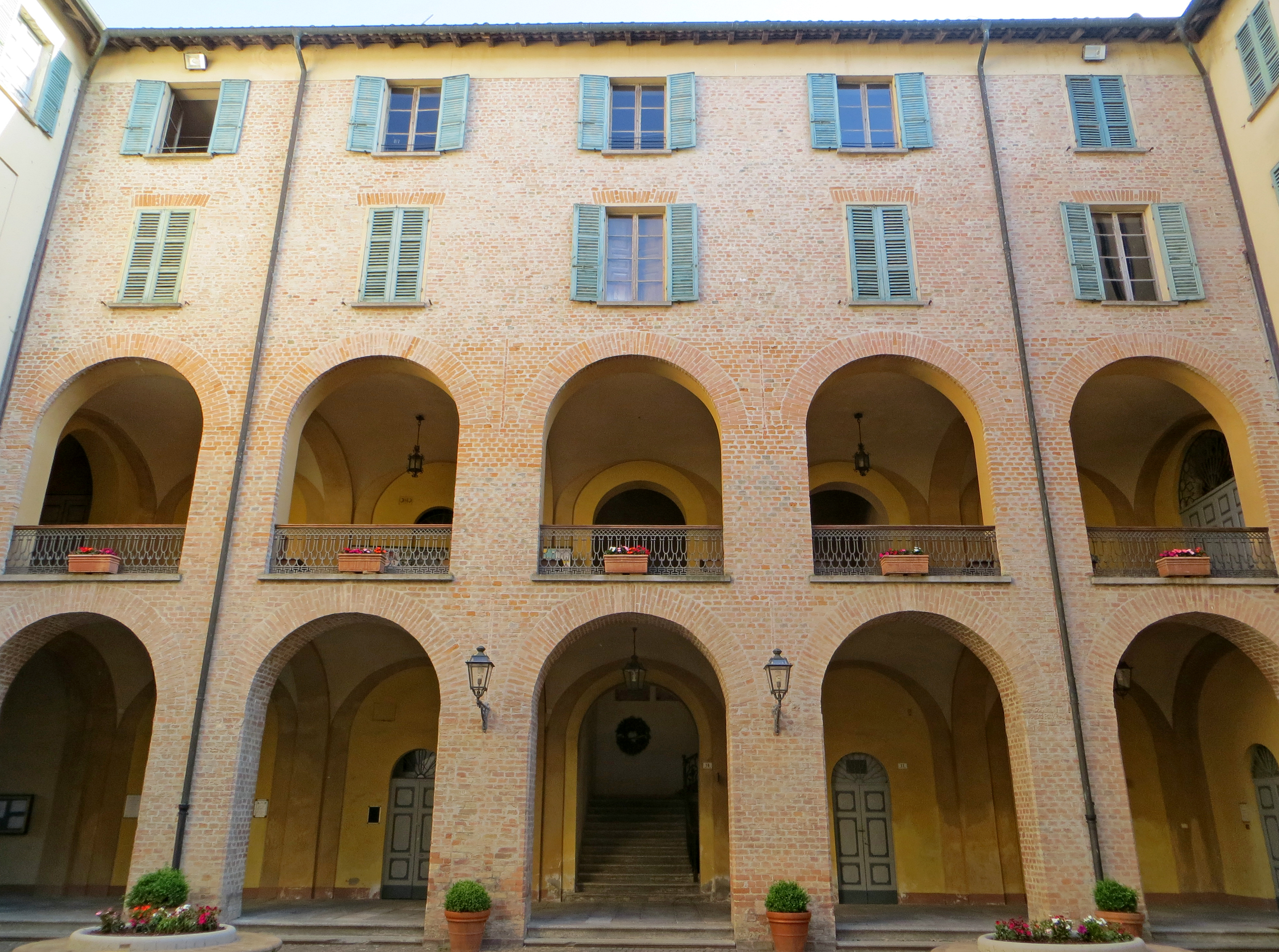
Lato sud del cortile interno

La rocca si sviluppa attorno a un cortile centrale quadrato; tre dei quattro spigoli esterni sono occupati da torri aggiunte durante la ristrutturazione ottocentesca.
I prospetti, in stile neogotico, sono rivestiti quasi interamente in laterizio, ad eccezione del primo livello della facciata principale, intonacato; al centro di quest'ultima si eleva il mastio cinquecentesco; coronata dalla merlatura a coda di rondine, ghibellina, l'alta torre è dominata da un grande orologio centrale, al di sopra del quale si apre, attraverso una bifora su ciascuno dei quattro lati, la cella campanaria. Ai lati, si innalzano su un porticato ad archi a tutto sesto due ali perfettamente simmetriche, al cui primo livello si apre una serie di elaborate bifore a sesto acuto contornate da una cornice con lesene e formelle in terracotta, realizzate in buona parte nel XV secolo dalla bottega di Rinaldo de Stavolis; sopra di esse sono incastonati eleganti medaglioni in cotto a forma di conchiglia, mentre a coronamento corre un cornicione ad archetti neogotici. Le stesse eleganti bifore sono riprese anche nelle due torri poste alle estremità, al cui piano terreno sono collocate analoghe monofore in terracotta.
Al di sotto del portico sul lato destro è collocato l'ingresso al teatro Giuseppe Verdi, mentre sul lato sinistro si accede alla residenza comunale.
Attraversando l'ingresso principale alla base della torre centrale, si accede al cortile interno, dominato sul lato sud da un porticato con loggiato sovrastante in laterizio; sul muro opposto è collocato un altorilievo in pietra raffigurante un'aquila imperiale, stemma dei marchesi Pallavicino, in origine posizionato sulla porta meridionale di accesso al paese; perfettamente in asse con l'ingresso principale, si apre sul retro un accesso secondario.